# Université Clermont-Auvergne
Université Clermont-Auvergne je francouzská univerzita se sídlem v Clermont-Ferrand, Auvergne (Auvergne-Rhône-Alpes region). Byla založena 1. ledna 2017 sloučením dvou předchozích univerzit v Auvergne, univerzit Auvergne (Clermont-I) a Blaise-Pascal (Clermont-II). V roce 2017 získala značku excelence "Label I-Site".

## Slavní absolventi
- Nolwenn Leroyová, francouzská zpěvačka pop music, spolupracující se skladatelem a producentem Laurentem Voulzym